# Орловский тоннель
Орло́вский тоннель — планировавшийся к строительству автомобильный подводный тоннель под Невой в Санкт-Петербурге. Предполагалось, что тоннель соединит Смольную и Свердловскую набережные. Ожидалось, что пропускная способность тоннеля составит до 60 000 автомобилей в сутки, и тоннель будет иметь 6 полос движения в двух уровнях.
В апреле 2007 года Правительство Санкт-Петербурга под руководством губернатора Валентины Матвиенко приняло Постановление о мерах по созданию и последующей платной эксплуатации тоннеля.
В 2011 году Правительство Санкт-Петербурга под руководством Георгия Полтавченко отложило, а впоследствии отменило строительство Орловского тоннеля, расторгнув контракт с концессионером — предприятием OOO «Невская концессионная компания».
В 2012 году петербургские СМИ сообщали о существовании проекта по замене Орловского тоннеля вантовым мостом. В 2013 году делались заявления о возможном возобновлении строительства тоннеля.

## Необходимость подземной переправы
В «Кратком описании проекта», подготовленном в 2007 году по поручению Правительства Санкт-Петербурга, приводятся следующие аргументы в пользу строительства тоннеля:
- Транспортная сеть в центре города и в зоне тяготения Орловского тоннеля перегружена — к 2025 году спрос на передвижение автотранспортом в Центральном (левый берег Невы), Красногвардейском и Калининском (правый берег Невы) вырастет суммарно до 257 тыс. человек в сутки.
- Существующие мосты через Неву исчерпали пропускную способность — необеспеченный спрос на транспортную связь в зоне тяготения ближайших к тоннелю Литейного моста, Большеохтинского моста и моста Александра Невского к 2025 году по прогнозу достигнет 320—330 тыс. автомобилей в сутки.
- Эксплуатация тоннеля позволит увеличить пропускную способность Невы, как звена Волго-балтийского водного пути в 1,3 раза за счёт продления времени разводки мостов на 1 час в период навигации.
- Создание круглосуточной транспортной связи лево- и правобережных районов Петербурга повысит оперативность работы пожарной службы, скорой помощи, МЧС, ГИБДД, городских аварийных служб, и тем самым повысит безопасность города.

Противники строительства тоннеля выдвигали следующие аргументы:
- При существовании двух неразводных переправ (моста в створе о. Серный + ЗСД ниже по течению Невы и Большого Обуховского моста выше по течению) необходимость строительства переправы является сомнительной.
- Стоимость постройки и эксплуатации тоннеля в сложных гидрогеологических условиях Санкт-Петербурга намного превышает аналогичные затраты мостовой переправы[10].
- Из-за отсутствия Транспортного обхода центра автомобили, проехав по тоннелю, на левом берегу Невы большую часть суток упирались бы в пробки, окружающие исторический центр Санкт-Петербурга[11].
- Постройка тоннеля в этом месте будет стимулировать поездки петербуржцев в центр города на личном, а не на общественном транспорте, что противоречит стратегии развития мегаполиса и, в частности, — идее ограничить въезд автотранспорта в исторический центр Петербурга[12].

## Предыстория проекта
Переправа между Свердловской и Синопской набережными была включена в Генеральный план восстановления и развития Ленинграда 1948 года в виде тоннеля.
В августе 2003 года появились первые сообщения о подготовке конкурса на разработку ТЭО строительства тоннеля со ссылкой на официальных лиц. Конкурс выиграл институт «Ленметрогипротранс», предпроектные предложения были выполнены в сотрудничестве с французской компанией «Винчи» и немецкой «Херреннкнехт», однако по причине отсутствия финансирования и смены исполнительной власти в городе осенью 2003 года проект был отложен «в долгий ящик».
Начало «предметного разговора» о строительстве тоннеля петербургские СМИ зафиксировали в 2005 году, при этом возобновление интереса к проекту связывалось, по одним данным — с появлением инвестора в лице дочернего предприятия концерна АФК «Система», по другим — с активным переводом в Петербург федеральных структур, начавшимся после избрания осенью 2003 года губернатором Санкт-Петербурга Валентины Матвиенко. Так, газета «Деловой Петербург» отметила: «Идея поскорее построить Орловский тоннель вновь возникла, чтобы чиновники из Смольного легко могли объехать чиновников федеральных министерств».
В марте 2005 года распоряжением губернатора Валентины Матвиенко был объявлен конкурс на проектирование автодорожного тоннеля под большой Невой в створе Орловской улицы и Пискаревского проспекта. Подрядчика предстояло выбрать до 1 августа 2005 года. Однако в сентябре на совещании с участием Валентины Матвиенко было решено продлить сроки конкурса и внести изменение в конкурсное задание. Петербургские СМИ объяснили это колебаниями руководства города относительно способа сооружения тоннеля.

## Дискуссии о строительстве
Проект строительства тоннеля вызвал продолжительные споры экспертов о методах прокладки, а выбранный в итоге вариант повлёк за собой публичные протесты жителей на правом берегу Невы.

### Споры экспертов о методе прокладки
Победитель конкурса 2003 года «Ленметрогипротранс» разработал проект строительства тоннеля глубокого заложения т. н. закрытым способом с помощью горнопроходческого щита. Тем не менее, в Санкт-Петербурге развернулась продолжительная экспертная дискуссия, в ходе которой сторонникам глубокого заложения оппонировали сторонники мелкого заложения (т. н. «открытого» метода). Его, в свою очередь, предлагалось реализовать либо путём укладки по дну Невы погружных или наплавных секций, из которых в Петербурге построен Канонерский тоннель, либо похожим методом т. н. «сухого дока».
Сторонники мелкого заложения утверждали, что по данной технологии за счёт меньшей глубины и меньшего угла наклона тоннель получится короче и дешевле (600 метров и 6-7 млрд рублей), чем при глубоком заложении (1600 метров и около 13 млрд рублей). Также, по их мнению, стоимость сокращалась бы из-за отказа от закупки дорогостоящего импортного оборудования — горнопроходческого щита.
Среди других недостатков щитового метода назывались невозможность размещения 4 полос движения в одном круглом стволе проходки; препятствие на правом берегу для щита в виде 28-метровых бетонных свай, забитых при строительстве нового жилого комплекса на углу Пискарёвского проспекта и Свердловской набережной; возможность пересечения автомобильного тоннеля с уже построенной трассой магистрального коллектора «Водоканала», а также опасность щитовой проходки в условиях слабых и водонасыщенных петербургских грунтов.
Сторонники «глубокого заложения», напротив, утверждали, что только механизированные комплексы с использованием щита наиболее надёжны в петербургском грунте, тогда как вариант мелкого заложения чреват нарушением целостности свайного основания набережных и просадками поверхности, и потребует укрепления конструкций близлежащих зданий и сноса некоторых из них. Главный инженер «Ленметрогипротранса» Александр Салан заявил, что размыв между станциями метро «Лесная» и «Пл. Мужества» не случайно ликвидировался с помощью щита, и что «все аварии на строительстве ленинградского метро случались именно на участках, пройденных немеханизированными отечественными устройствами, либо в открытом котловане». Кроме того, Салан настаивал, что с точки зрения экологии щитовая проходка более безвредна, чем открытый способ.
В 2004 году Технический совет при Комитете по благоустройству и дорожному хозяйству Санкт-Петербурга сравнил оба варианта и дополнительно отметил более высокую стоимость эксплуатации тоннеля при щитовой проходке; необходимость закрытия движения по набережным Невы на весь срок строительства — при глубоком, и на ограниченный срок — при мелком заложении; удлинение в 1,5 раза сроков строительства при использовании щитового метода. Однако сторонники щитового метода утверждали, что по их варианту комплексные затраты на закупку оборудования, строительство и эксплуатацию получатся ниже на 30-40 %.
По сообщениям СМИ, на более дорогом способе строительства с использованием щита настаивали потенциальный инвестор и вице-губернатор Санкт-Петербурга Юрий Молчанов.
В сентябре 2005 года при продлении сроков конкурса по предложению вице-губернатора Александра Вахмистрова были внесены изменения в конкурсную документацию, которая предполагала базовым вариантом щитовую проходку. В результате конкурс был нацелен на определение компании, которая займется обоснованием инвестиций сразу по обоим способам строительства.
В конце 2005 года некоторые СМИ сообщили, что конкурс выиграл консорциум во главе с компанией «Гипростроймост Санкт-Петербург», который «тяготел» к открытому методу и проектировал Вантовый мост и Канонерский тоннель. Согласно распространённой в дальнейшем информации, победа в конкурсе была отдана товариществу с ведущим партнёром — ЗАО "Проектно-строительное объединение «Система-ГАЛС», и членами — ОАО «Научно-исследовательский, проектно-изыскательский институт „Ленметрогипротранс“, ОАО „Метрогипротранс“, ОАО „Московский метрострой“, а „Гипростроймост Санкт-Петербург“ по субподряду готовил лишь обоснование инвестиций открытого способа строительства.
В 2006 году Комитет по благоустройству и дорожному хозяйству заключил контракт с объединением „Система-ГАЛС“ — дочерним предприятием концерна АФК „Система“ на разработку проекта глубокого заложения с использованием проходческого комплекса компании „Херреннкнехт“ Впоследствии общественными активистами озвучивалась версия, согласно которой выбор в пользу щитового метода (и, соответственно, выбор подрядчика) был предопределён, поскольку компания „Система-ГАЛС“ изначально планировала использовать в Петербурге имевшийся в её распоряжении щит диаметром 12,8 метра, который осенью 2006 года закончил проходку тоннеля под Москва-рекой на западе Москвы в районе Серебряного Бора.

### Протесты жителей Охты против строительства
Выбор варианта с глубоким заложением заставил проектировщиков изменить первоначальный замысел построить тоннель прямо в створе Пискарёвского проспекта, по одной версии — чтобы не нарушать свайное основание Свердловской набережной и существующих там зданий, по другой — чтобы не переносить инженерные сети на Среднеохтинском проспекте и Шоссе Революции, по третьей — чтобы за счёт бюджета не выкупать находящиеся в частной собственности земли промышленной зоны.
В результате на общественные слушания, состоявшиеся 12 сентября 2006 года, был вынесен проект компании „Система-ГАЛС“, предполагавший выход тоннеля на правом берегу в отдалении от Свердловской набережной, за пересечением Апрельской улицы с проспектом Металлистов в районе плотной жилой застройки, что вызвало недовольство граждан. Рассказывая о ходе слушаний, телекомпания „НТВ-Петербург“ сообщила, что „Правый берег взбунтовался против строительства Орловского тоннеля“, а Новая газета написала, что общественность „прокатила проект“. В ходе слушаний жители Охты выразили беспокойство за судьбу своих домов, построенных на зыбких водонасыщенных почвах, за репутацию известного петербургского бренда — минеральной воды „Полюстрово“, поскольку строительство могло повредить полюстровским источникам, а также за судьбу зелёной зоны сада „Нева“, где планировалось вырубить 750 деревьев для строительства развязок. Кроме того, возмущение граждан вызвали безальтернативность проекта, отсутствие информации о нём на сайте компании-разработчика, отсутствие гидрогеологической карты местности, а также несоответствие проекта Постановлению Правительства Санкт-Петербурга № 466 от 25.04.06 „О мерах по реализации строительства тоннеля под р. Невой в створе Пискаревского пр. — Орловской ул.“, где не упоминалось строительство на перекрёстке Металлистов-Апрельской.
По итогам слушаний жители Охты обратились к губернатору Валентине Матвиенко с требованием сохранить парк с охранной зоной минеральных вод «Полюстрово». 20 сентября 2006 года в Санкт-Петербурге состоялся первый несанкционированный митинг против строительства тоннеля. 9 октября 2006 года губернатор Валентине Матвиенко заявила в эфире телевизионной программы «Диалог с городом», что «мы жителей услышали», и что вариант Орловского тоннеля с выходом на Апрельскую улицу «не годится». После этого председатель Комитет по благоустройству и дорожному хозяйству Олег Виролайнен заявил о начале разработки другого варианта, максимально учитывающего пожелания граждан
Часть СМИ расценила эти заявления, как первый случай корректировки властями Санкт-Петербурга крупного инвестиционного проекта под давлением общественного мнения. Тем не менее, протестные акции против строительства Орловского тоннеля продолжались в форме пикетов и митингов, в ходе которых протестующие против тоннеля объединились с протестующими против «Охта-центра» в общественное движение «Охтинская дуга». Состоялись также молебен и крестный ход по местам запланированного строительства. Кроме того, противники тоннеля совместно с другими общественными движениями выдвигали требование отправить в отставку вице-губернатора Александра Вахмистрова, отвечавшего в тот момент в городе за строительство.
20 февраля 2007 года Валентина Матвиенко объявила о принятии «окончательного решения», что выход тоннеля на правом берегу Невы будет в створе Пискарёвского проспекта, и заявила, что «жители Апрельской улицы могут не волноваться». По словам Матвиенко, оставалось утвердить это решение в Главной государственной экспертизе, однако в октябре 2007 года Главгосэкспертиза после 15 месяцев раздумий (при нормативном сроке для выноса оценки в 3 месяца), утвердила проектную документацию Орловского тоннеля с правобережным выходом на Апрельскую улицу.

## Изменения стоимости строительства и схемы управления проектом

### Получение федерального финансирования
К моменту возобновления интереса властей Санкт-Петербурга к строительству тоннеля стоимость проекта оценивалась СМИ в 9,7-11,2 млрд рублей при длине 1,6 км и прокладке двух ниток тоннеля на две полосы движения каждая. По сообщениям СМИ, финансирование проекта с указанными параметрами предполагало два источника: инвестор берёт на себя 75 % расходов, город — 25 %, причём потенциальный инвестор соглашался «зарыть» под Невой 10 млрд рублей.
После принятия летом 2005 года федерального закона N 115-ФЗ «О концессионных соглашениях» губернатор Валентина Матвиенко заявила о трёх возможных вариантах финансирования — «либо это будет город, либо частные инвесторы, либо смешанный вариант в форме государственно-частного партнерства». Также Матвиенко сообщила, что Петербург намерен претендовать на получение денег из создаваемого федерального Инвестиционного фонда для реализации проектов стоимостью более 5 млрд рублей.
В апреле 2006 года во время визита официальной делегации Санкт-Петербурга в Шанхай вице-губернатор Александр Вахмистров озвучил новую схему финансирования, согласно которой 50 % даёт федеральный центр, 25 % — город и ещё 25 % — инвестор. Также Вахмистров объявил, что на стадии ТЭО стоимость проекта составит 23,5 млрд рублей, но власти в ходе конкурса рассчитывают добиться снижения этой суммы. Петербургская пресса назвала новую смету «колоссальной». В процессе обсуждения Правительством Санкт-Петербурга Постановления № 466 «О мерах по реализации строительства тоннеля под р. Невой в створе Пискаревского пр. — Орловской ул.» последовало уточнение, что новая сумма включает перенос инженерных сетей и строительство развязок на берегах Невы.
11 мая 2006 года на совещании в Смольном была озвучена новая сметная стоимость — 26 млрд рублей и очередное изменение схемы финансирования — равное участие частного инвестора, городского бюджета и Инвестиционного фонда РФ, из-за чего доля города возросла до 33,3 %.
По итогам заседания Инвестиционной комиссии при Правительстве РФ в июле 2006 года проект Орловского тоннеля был отправлен на доработку с рекомендацией пересмотра параметров и сокращения стоимости. На повторное рассмотрение Инвестиционной комиссии проект представлен не был, однако затем, минуя квалификационный отбор претендентов, он был вынесен напрямую на правительственную комиссию по инвестпроектам. При участии вице-губернатора Санкт-Петербурга Юрия Молчанова комиссия согласилась профинансировать треть от заявленной сметы 26,36 млрд рублей с учётом инфляции до 2010 года, что вызвало недоумение некоторых СМИ. Газете «Коммерсантъ» Молчанов сообщил, что ему «удалось убедить федеральных чиновников в том, что стоимость проекта может быть существенно снижена в рамках концессионного конкурса по выбору инвестора».

### Изменения законодательства и смена инвестора
Осенью 2006 года на конференции «Государственно-частное партнерство: новые возможности для развития бизнеса», организованной газетой «Деловой Петербург», стало известно об инициативе администрации Санкт-Петербурга внести поправки в федеральный закон «О концессионных соглашениях» N 115-ФЗ. В редакции 2005 года закон предусматривал лишь двух концедентов — частного инвестора и Федерацию, либо частного инвестора и субъект Федерации. Анонсированный Смольным механизм финансирования Орловского тоннеля тремя участниками — Федерацией, субъектом Федерации и частным инвестором — в законе отсутствовал.
В преддверии своего переназначения на пост губернатора в декабре 2007 года Валентина Матвиенко внесла в Законодательное собрание Санкт-Петербурга проект закона «Об участии Санкт-Петербурга в государственно-частных партнeрствах». Петербургская пресса обратила внимание, что документ был «словно специально» адаптирован к реализации проектов по строительству ЗСД и Орловского тоннеля. Несмотря на критику ряда депутатов, закон был принят в день повторного наделения Валентины Матвиенко полномочиями Губернатора Санкт-Петербурга сразу во втором и третьем чтениях. Закон, в частности, разрешал инвестору получать готовый объект в собственность на срок действия соглашения о ГЧП и брать под него банковский кредит; снимал с инвестора риски по эксплуатации и обязывал город обеспечивать «минимальный доход деятельности партнера по эксплуатации объекта соглашения»; оговаривал получение инвестором бюджетной компенсации на случай принятия нормативно-правового акта, ухудшающего положение инвестора. Впоследствии инвестор действительно потребовал от города компенсацию.
Сразу после принятия нового закона о ГЧП было объявлено об интересе к проекту иностранных компаний, включая французскую корпорацию «Винчи». СМИ отметили, что появление иностранных конкурентов у «Системы-ГАЛС» совпало с PR-атаками против АФК «Система». Ведущий акционер АФК «Система» Владимир Евтушенков считался близким к ближайшему окружению мэра Москвы Юрия Лужкова, который в тот момент ослабил свои позиции в федеральной иерархии.
10 апреля 2007 года Правительство Санкт-Петербурга постановлением № 384 узаконило концессионную схему реализации проекта. 31 мая Правительство Российской Федерации распоряжением № 695-р установило, что полномочия концедента по проекту тоннеля совместно осуществляются Российской Федерацией в лице Росавтодора и Правительством Санкт-Петербурга. Итоги концессионного конкурса предполагалось подвести до конца 2007 года.
Концессионный конкурс был объявлен в сентябре 2007 года. Ответственность за его проведение город возложил на ОАО «ЗСД», передав ему 100 % акций учреждённого в апреле 2006 года ОАО «Орловский тоннель» и объяснив свой шаг уже имеющимся у ЗСД опытом работы с концессионерами и схожестью решаемых юридических вопросов.
Несмотря на заявления сотрудников «Системы-ГАЛС» о готовности реализовать проект Орловского тоннеля и даже заняться реновацией ветхого и аварийного жилья в районе строительства, включая Апрельскую улицу, при вскрытии конвертов оказалось, что дочерняя компания АФК «Система» не значится в списке претендентов. При этом представители «Системы-ГАЛС» комментировать итоги вскрытия конвертов отказались, а из четырёх новых претендентов три, по мнению СМИ, оказались связаны со структурами Олега Дерипаски. СМИ прямо называли Олега Дерипаску возможным новым инвестором Орловского тоннеля, отмечая что 29 ноября 2007 года город и холдинг «Базовый элемент» подписали соглашение о стратегическом сотрудничестве с объёмом инвестиций 20 млрд долларов.
21 декабря 2007 года в Москве по итогам предварительного отбора к участию в конкурсе на право заключения концессионного соглашения о проектировании, строительстве и эксплуатации Орловского тоннеля были допущены все четыре компании, подававшие заявки: ООО «Невская концессионная компания», ООО «Невский тоннель», ЗАО «Буигпрожект Оперейтинг», Neva Traverse Gmbh. Глава Минтранса РФ Игорь Левитин пообещал победу компании, которая минимизирует расходы федерального и городского бюджетов на строительство тоннеля, а также предложит оптимальные сроки его строительства. Имя победителя предполагалось назвать в июне 2008 года на XII Петербургском международном экономическом форуме.

### Подписание Концессионного соглашения со сметой 44,7 млрд рублей
В 2008—2009 годах работа над проектом Орловского тоннеля была заморожена из-за мирового финансового кризиса и значительного сокращения бюджета города. Сроки концессионного конкурса на строительство тоннеля были официально перенесены на 2010 год.
Кроме того, в апреле 2009 года Председатель Правительства РФ Владимир Путин подписал распоряжение, согласно которому начало финансирования проекта строительства Орловского тоннеля из Инвестфонда переносилось на 2011 год. При этом финансирование проекта по-прежнему предполагалось осуществлять из трёх источников, но в увеличенных объёмах: бюджет Санкт-Петербурга — 15,5 млрд руб., Инвестфонд РФ — 15,6 млрд и средства инвесторов — 16,7 млрд
В феврале 2010 года в Санкт-Петербурге вновь было объявлено о сборе заявок на проектирование, финансирование, строительство и эксплуатацию Орловского тоннеля со сметной стоимостью 47 млрд рублей. 18 февраля стало известно, что своё предложение представил только один из четырёх участников, допущенных ко второму этапу конкурса в декабре 2007 года — ООО «Невская концессионная компания», созданная французской компанией «Винчи». Вначале СМИ сообщили, что Орловский тоннель достанется французам, однако затем стало известно о создании консорциума «Винчи» и компании First Quantum Partners Ltd, зарегистрированной на Кипре и подконтрольной депутату Государственной Думы Виталию Южилину.
Компания First Quantum Partners Ltd приобрела в Санкт-Петербурге известность в результате реализации проекта «Морской фасад». По данным петербургского журнала «Город 812», «Винчи» не слишком хотела входить в альянс со структурами Виталия Южилина, но её убедили в том, что сделать это необходимо". По версии газеты «Коммерсантъ», просьба исходила лично от Валентины Матвиенко.
24 марта 2010 года Валентина Матвиенко подписала постановление Правительства Санкт-Петербурга о мерах по заключению концессионного соглашения с консорциумом НКК. Объясняя, почему инвестор выбран без конкурса, власти города сослались на федеральный закон «О концессиях», позволяющий в отсутствие других претендентов заключать договор с одним, если его заявка соответствует требованиям.
К моменту вскрытия конвертов доли французской «Винчи» и First Quantum Partners Ltd в проекте Орловского тоннеля ещё не были распределены окончательно. 19 июня 2010 года на XII Петербургском международном экономическом форуме было подписано концессионное соглашение с ООО «Невская концессионная компания» о строительстве Орловского тоннеля со сметной стоимостью 44,7 млрд рублей. В ходе подписания президент «Морского фасада» Шавкат Кары-Ниязова заявил о равных 50-процентных долях «Винчи» и First Quantum Partners Ltd в консорциуме. СМИ обратили внимание, что объём предполагаемых инвестиций в проект со стороны First Quantum в соответствии с его долей в НКК — 8 млрд рублей — почти точно соответствует сумме, полученной этой компанией из городского бюджета в качестве выкупа за строящийся Морской пассажирский порт. Кроме того, в ходе XII Петербургского международного экономического форума было объявлено, что кредитовать долю НКК (ориентировочно 14,9 млрд рублей) намерены совместно Сбербанк, Европейский банк реконструкции и развития и Внешэкономбанк. По другим данным, только один Сбербанк выражал готовность предоставить кредит в объёме 25 млрд рублей на строительство тоннеля.

### Кардинальное изменение проекта и его удорожание до 76 млрд
В кулуарах ПМЭФ-2010 вице-губернатор Санкт-Петербурга Юрий Молчанов анонсировал кардинальную переделку проекта Орловского тоннеля. Он сообщил, что новые изменения в закон РФ «О концессионных соглашениях» позволят менять сложные инфраструктурные проекты уже после подписания концессионных соглашений. В частности, Молчанов сообщил, что вместо двух отдельных тоннелей с односторонним движением под Невой будет построен один двухэтажный тоннель, в котором одно направление движения будет проходить над другим.
Изменения в федеральный закон «О концессионых соглашениях» были приняты Государственной Думой 18 июня 2010 года и подписаны Президентом РФ Дмитрием Медведевым 3 июля. После этого началась разработка нового проекта двухъярусного тоннеля, генеральным подрядчиком которого стал ЗАО «Институт «Стройпроект»», а субподрядчком — «Ленгипроинжпроект». Для прокладки одного тоннеля вместо двух в Германии на заводе компании «Херреннкнехт», изначально претендовавшей на строительство тоннеля вместе с компанией «Винчи» был заказан уникальный горнопроходческий щит диаметром 19 метров.
По утверждению генерального директора НКК Валерия Фотченкова выбор одного двухъярусного тоннеля позволял на год сократить сроки строительства и на 20 % — стоимость за счёт уменьшения физических объёмов работ. Технический директор НКК Михаил Рыжевский объяснял замену двух однопутных тоннелей диаметром 14,5 метров на один двухпутный диаметром 19 метров стремлением сократить в 2 раза длину проходки и сопутствующие риски, а также необходимостью организовать движение по трём полноценным полосам в каждом направлении, тогда как по опыту Москвы щит диаметром 14,5 метров позволял проложить лишь 2 полных полосы и 1 усечённую. Также, по словам Рыжевского, в процессе проектирования были ещё раз проанализированы и отвергнуты альтернативные методы прокладки: метод погружных секций — из-за риска для работы водолазов в мутной воде на излучине Невы, невозможности работы в зимних условиях и необходимости остановки судоходства в летний период; метод «сухого дока» — из-за необходимости фактически перегородить Неву для строительства большого количества «колодцев» в условиях большой глубины и высокой скорости течения.
В мае 2011 года после публикации на сайте Администрации Санкт-Петербурга дополнения к концессионному соглашению между городом и «Невской концессионной компанией» стало известно, что доли сторон в финансировании проекта изменились, и «суммарная величина государственного финансирования может составить 75 % фактических расходов на строительство тоннеля», причём при декларируемой смете 44,7 млрд затраты города составят 33,5 млрд. СМИ также отметили, что окончательная сумма, которая будет выделена на тоннель из бюджета, станет известна лишь по окончании строительства.
В августе 2011 года после получения проектом Орловского тоннеля положительного заключения Главгосэкспертизы России в СМИ упоминалась стоимость строительства 42 млрд рублей. Однако в октябреа газета «Коммерсантъ» со ссылкой на официальных лиц сообщила, что сметная стоимость строительства Орловского тоннеля выросла до 69 млрд руб. в ценах 2010 года (с учётом индексации — около 76 млрд руб), а с учётом расходов на горнопроходческий щит и другие обязательства — до 115 млрд руб, не считая дальнейших бюджетных субсидий на покрытие будущих эксплуатационных рисков тоннеля в объёме до 105 млрд руб.

## Отказ от строительства
В сентябре 2011 года вступивший в должность губернатора Санкт-Петербурга Георгий Полтавченко внес в Законодательное собрание города кандидатуру Сергея Вязалова в качестве вице-губернатора, курирующего финансово-экономический блок. Через неделю после своего назначения Вязалов предложил закрыть концессионное соглашение о строительстве и эксплуатации Орловского тоннеля под Невой с OOO «Невская концессионная компания». Он назвал реализацию проекта «экономически неэффективной и нецелесообразной», отметив, что «займы акционеров составляют около 4 млрд руб. и составляют менее 3,5 % от объёма финансирования, но по итогам реализации проекта акционерам возвращаются средства в объёме 20 млрд руб». Вице-губернатор также подчеркнул, что если платы за проезд не будет хватать на покрытие расходов, город будет десять лет выплачивать концессионеру субсидии в 10 млрд руб.
Вязалов предложил воспользоваться условием соглашения предусматривающим отказ от его реализации в случае, если стоимость создания Орловского тоннеля превысит 44,5 млрд руб, а запланированные в городском бюджете 2012 года на реализацию проекта тоннеля 3,5 млрд руб направить на проекты социальной сферы и ЖКХ.
4 октября 2011 года губернатор Георгий Полтавченко подтвердил журналистам, что Правительство Петербурга приняло решение отказаться от строительства тоннеля из-за его дороговизны. 19 октября поправкой к бюджету Санкт-Петербурга на 2012 год 3,5 млрд рублей были сняты с Орловского тоннеля. После этого председатель комитета по инвестициям и стратегическим проектам Алексей Чичканов, назначенный на этот пост ещё Валентиной Матвиенко, сообщил о возможности заключения между НКК и властями города допсоглашения об условиях, на которых власти Петербурга были бы готовы реализовать проект. Чичканов признал, что размер ежегодных доплат из бюджета Петербурга поднимется до 5-6 млрд долларов против изначально запланированных 1-2 млрд, но допустил, что затраты бюджета на реализацию могут быть снижены за счёт уменьшения глубины залегания тоннеля.
15 ноября 2011 года курировавший проект при Валентине Матвиенко вице-губернатор Юрий Молчанов после совещания в Смольном заявил, что новые варианты проекта до конца ноября будут представлены на суд Вязалова и Полтавченко. Два дня спустя представители компании First Quantum Partners Ltd раскритиковали в СМИ Правительство Петербурга за непостоянство планов, отметив, что на протяжении 7-8 лет власти города несколько раз меняли подход к проекту тоннеля. Руководитель инфраструктурных проектов First Quantum Partners Ltd Шавкат Кары-Ниязов связал резкое удорожание проекта с новыми планами Смольного организовать непрерывное движение по набережным Невы, что потребует значительного усложнения дорожных развязок на левом и правом берегу.
В начале декабря 2011 года СМИ сообщили о направлении властями города в адрес НКК официального уведомления о расторжении концессионного соглашения, а в январе 2012 года ушёл в отставку вице-губернатор Юрий Молчанов.
19 апреля 2012 года Алексей Чичканов объявил о возможной реализации проекта Орловского тоннеля за счёт получения дополнительно 15 млрд рублей от федерального центра. Однако уже 25 апреля вице-губернатор Сергей Вязалов сообщил об окончательном отказе Правительства Петербурга от строительства тоннеля и оценил размер бюджетных затрат на проект в 130 млрд рублей. Через месяц Чичканов сложил с себя полномочия председателя комитета по инвестициям и стратегическим проектам.
Противостояние между старой и новой властями Петербурга по строительству Орловского тоннеля стало заметным событием в кулуарах ПМЭФ-2012. В ответ на заявление министра транспорта РФ Максима Соколова о готовности Правительства РФ выделить Петербургу 15 млрд рублей на строительство Орловского тоннеля вице-губернатор Сергей Вязалов, по мнению интернет-газеты Фонтанка.ру, фактически обвинил главу Минтранспорта в лоббировании интересов инвестора проекта — компании First Quantum. Вязалов заявил, что интерес Максима Соколова к Орловскому тоннелю понятен, так как это его детище, которое он взращивал, работая на посту главы комитета по инвестициям в Смольном. Также Сергей Вязалов сообщил, что в проекте не были учтены затраты на эксплуатацию, электроснабжение, пожаротушение и вентиляцию, что приводит к ещё большему удорожанию
. По словам вице-губернатора, в проекте «изначально было много ошибок», поскольку он «ничего не решает для транспортных потоков», и в него, помимо завышенной стоимости, заложена пропускная способность 40 тысяч автомобилей в сутки, «чего не будет». Средства Инвестфонда РФ в размере 15 млрд Вязалов предложил направить на создание транспортного обхода центра Петербурга.
Осенью 2012 года финансирование Орловского тоннеля не было заложено в проект бюджета Санкт-Петербурга на 2013 год. После трёх чтений в Законодательном собрании Санкт-Петербурга документ был принят без соответствующей статьи расходов.
В декабре 2012 года СМИ сообщили об остановке Правительством Петербурга действия концессионного соглашения о проектировании, строительстве и эксплуатации Орловского тоннеля.
В июне 2013 года Георгий Полтавченко подтвердил предположение, высказанное ещё в 2011 году журналом Город 812, что строительство Орловского тоннеля было увязано с планами строительства Охта-Центра, а после отказа от последнего и переноса стройки в Лахту прежний проект тоннеля утратил актуальность.

## Финансовые претензии концессионера
В октябре 2012 года генеральный директор НКК Валерий Фотченков заявил, что «на основании концессионного соглашения НКК уже затратила на проект 1,9 миллиарда рублей, которые придется возместить из городского бюджета».
НКК безуспешно пыталась получить денежную компенсацию от Смольного в досудебном порядке, после чего обратилась в Парижскую арбитражную палату, указанную в соглашении о ГЧП в качестве органа для разрешения споров между концедентами. Разбирательство проходило под эгидой Парижской арбитражной палаты в Москве. 3 февраля 2015 года третейский суд удовлетворил требования НКК, однако снизил сумму взыскания с запрошенных НКК 16,5 млн евро до 15 млн евро. После этого НКК обратилась в Арбитражный суд Санкт-Петербурга и Ленобласти за выдачей исполнительного листа для последующего взыскания убытков от Петербурга.
Власти Петербурга попытались через Арбитражный суд Москвы добиться отмены решения Парижской арбитражной палаты на основании того, что, по их мнению, Валентина Матвиенко незаконно подписала третейскую оговорку о рассмотрении споров в международном арбитраже. На время процесса в Арбитражном суде Москвы разбирательство в северной столице было отложено. Однако в итоге 7-часовых слушаний в Москве судья Дмитрий Дзюба администрации Санкт-Петербурга в иске отказал. Из опубликованного 22 сентября 2015 года решения суда следовало, что Смольный обязан заплатить не 1 млрд рублей, как предположили ранее некоторые СМИ, а 330 млн рублей, так как НКК затратила на подготовку к строительству около 1,5 млрд рублей, из которых получила 1,2 млрд до подачи иска в третейскую палату.
В декабре 2015 года Арбитражный суд Санкт-Петербурга и Ленинградской области отклонил иск НКК о выдаче исполнительного листа о взыскании со Смольного 330 млн рублей. Суд сослался на статью 17 закона РФ «О концессионных соглашениях», согласно которой стороны вправе решать споры в третейских судах России, и решил, что разбирательство должно было идти по российским законам и в российском суде.
В конце декабря 2015 года НКК подала кассационную жалобу на решение Арбитражного суда Санкт-Петербурга и Ленинградской области.

## Критика

### Критика схемы ГЧП
Уже на первых этапах проектирования Орловского тоннеля СМИ характеризовали этот проект, как «весьма сомнительный». В дальнейшем пресса констатировала, что проект «странным образом разросся и по срокам, и по цене», причём рост стоимости активизировался после появления инвестора в лице НКК.
Правительство Санкт-Петербурга в 2006 году было подвергнуто критике депутатами Законодательного собрания Санкт-Петербурга за выбор самого дорогостоящего способа прокладки — с использованием щита. «Новая газета» в этой связи заподозрила власти Петербурга в неслучайном лоббировании наиболее дорогого проекта и привела слова неназванного эксперта «Воровать можно будет не много, а очень много».
Депутат ГД РФ Оксана Дмитриева называла «мифом» проект частно-государственного партнёрства по строительству Орловского тоннеля. По её мнению, Смольный вводил общественность в заблуждение относительно того, что проект может быть реализован как на государственные, так и на частные деньги. «Это делается для того, чтобы уйти от контроля над закупками и бюджетными инвестициями. А затем объект, построенный за бюджетные деньги, можно будет отдать в управление частной компании, которая будет получать прибыль с эксплуатации», — заявила Дмитриева.
В 2012 году Дмитриева сообщила, что по её запросу Счетная Палата РФ провела экспресс-анализ расходов на тоннель и выяснила, что финансирование проекта фактически было не трёхсторонним, а двухсторонним. По данным Дмитриевой, частный инвестор в лице холдинга First Quantum, близкого к экс-депутату Государственной Думы Виталию Южилину, вложил в проект только 2 % от обещанных сумм, тогда как бюджеты РФ и Петербурга до отказа от проекта успели вложить по 1,5 млрд.

### Версия о перепродаже щита
Петербургский публицист Михаил Золотоносов выдвинул гипотезу, согласно которой уникальный проходческий щит диаметром более 19 м, заказанный для Орловского тоннеля на заводе в Германии — это тот же самый щит диаметром 19,2 м, который в 2008 году заказывал у той же фирмы «Херренкнехт» губернатор Чукотки Роман Абрамович через контролируемое им ЗАО «Инфраструктура» для строительства тоннеля между Азией и Америкой. Согласно версии Золотоносова, идея мегапроекта отпала из-за мирового финансового кризиса 2008—2009 годов, и Абрамович продал щит Петербургу, «сбыв его с рук и отказавшись от финансовых обязательств по контракту 2008 года».
В подтверждение своей гипотезы Золотоносов отметил странность заказа у одного и того же изготовителя разными представителями РФ двух уникальных проходческих щитов одинакового диаметра и практически одинаковой стоимости — притом, что заказанный раньше «чукотский» щит, по словам Золотоносова, «испарился неизвестно куда».
Автор гипотезы также констатировал близость двух событий. 15 ноября 2010 года подконтрольные Абрамовичу структуры выиграли конкурс на реконструкцию памятника промышленной архитектуры «Новая Голландия». А 2 декабря 2010 года Валентина Матвиенко в Германии уже знакомилась с проходческим оборудованием фирмы «Херренкнехт». Золотоносов считает, что щит на самом деле был заказан по контракту Абрамовича, а «Новую Голландию» передали последнему в качестве обременения.

### Спор об отмене строительства
После ухода с поста губернатора Санкт-Петербурга Валентина Матвиенко настаивала на важности Орловского тоннеля для развития транспортной системы города. Часть экспертов в 2012 году также негативно отнеслась к отмене строительства Орловского тоннеля. Решение Правительства Петербурга во главе с Полтавченко директор консалтинговой компании Дмитрий Прокофьев называл «стратегической ошибкой». А ректор Санкт-Петербургского государственного университета экономики и финансов (ФИНЭК) Игорь Максимцев предположил, что этот шаг отпугнёт от Петербурга крупных инвесторов.
При этом решение Полтавченко поддержали полпред Президента в СЗФО Николай Винниченко, министр регионального развития РФ Виктор Басаргин, директор ОАО «Метрострой» Вадим Александров, оппозиционные политики из КПРФ и «Яблока», а также независимые эксперты. В частности, ещё в 2011 году профессор ВШЭ, замдиректор по науке Леонтьевского центра Леонид Леонов назвал ревизию проектов Матвиенко «логичным решением», а глава Центра стратегических разработок «Северо-Запад» Владимир Княгинин заявил, что денег в стране «очень мало» и «наступает время приостановки инвестпланов повсеместно, за исключением оборонных».
Осенью 2015 года в ходе урбанистической конференции из серии «Города и территории завтра: инструментарий позитивных перемен» руководитель Управляющей компании «Теорема» Игорь Водопьянов, заявил, что «Георгий Полтавченко обладает даром провидца», поскольку он в преддверии кризиса «стал сворачивать проекты, которые были согласованы при Валентине Ивановне (Матвиенко), кроме тех, которые уже были запущены».

## Хронология проекта
| 2005 год:         |               | |
| Март              |               | Распоряжением губернатора Валентины Матвиенко объявлен конкурс на проектирование тоннеля                                                                             |
| Декабрь           |               | СМИ сообщают о победе в конкурсе консорциума во главе с компанией «Гипростроймост Санкт-Петербург»                                                                   |
| 2006 год:         |               | |
| Апрель            |               | Постановление Правительства Санкт-Петербурга № 466 от 25.04.06 «О мерах по реализации строительства тоннеля под р. Невой в створе Пискаревского пр. — Орловской ул.» |
| Апрель            |               | Контракт на разработку проекта заключён с объединением «Система-ГАЛС» — дочерним предприятием концерна АФК «Система»                                                 |
| 2007 год:         |               | |
| Июль-август       |               | Согласование документации в Москве |
| Сентябрь          | 14 сентября   | Конкурс на определение концессионера, проводимый ОАО «ЗСД» |
| Октябрь           | 8—10 сентября | Road-show проекта во Франкфурте в офисе Европейского банка реконструкции и развития, кредитора проекта                                                               |
| Декабрь           | 3-21 декабря  | Предварительный отбор участников, три из четырёх новых претендентов связаны со структурами Олега Дерипаски                                                           |
| 2010 год:         |               | |
| Февраль           | 18 февраля    | Подведение итогов конкурса |
| Июль              | Декабрь       | Проведение инженерно-геологических изысканий силами ООО СУ-299 |
| Ноябрь            | 11 ноября     | Определены исполнители работ |
| 2011 год:         |               | |
| Февраль           |               | Собственником строительства стало правительство Санкт-Петербурга. |
| Август            |               | Начало строительства. |
| Октябрь           | 4 октября     | Власти Петербурга отказались от участия в финансировании строительства Орловского тоннеля в связи с существенным удорожанием проекта.                                |
| 2012 год:         |               | |
| Ноябрь            | Конец ноября  | Постановление правительства Петербурга о прекращении действия соглашения с «Невской концессионной компанией», расторжение договора.                                  |
| 2015 год:         |               | |
| Февраль — декабрь |               | Судебные разбирательства между «Невской концессионной компанией» и Правительством Петербурга по выплате компенсации за разрыв контракта.                             |
| 2017 год:         |               | |
| Январь            |               | В концепции плана развития Санкт-Петербурга снова появился Орловский тоннель. Строительство Орловского тоннеля, если верить ей, начнётся в 2039 году.                |